# بلدة ألين (مقاطعة دارك)
بلدة ألين هي واحدة من عشرين بلدة في مقاطعة دارك، أوهايو، الولايات المتحدة. وجد تعداد عام 2010، 1098 شخصًا في البلدة، 687 منهم يعيشون في الأجزاء غير المدمجة من البلدة.

## الاسم والتاريخ
تم تنظيم البلدة في مارس 1839. تم بناء أول مدرسة في البلدة عام 1840، وكانت الكنيسة الأولى لجماعة إنجيلية.

## روابط خارجية
- موقع المقاطعة